# Phillips (Maine)
Phillips è un comune della contea di Franklin, nel Maine. Durante il censimento del 2000 vi si contava una popolazione di 990 unità.

## Geografia fisica
Secondo lo United States Census Bureau, il paese si estende su un'area di 51,1 miglia quadrate (132,3 km²), delle quali 50,9 (131,9 km²) sono classificate come land (terreni) e 0,2 (0,5 km² 0,35%) come water (acque interne).